# Cyco Miko
Cyco Miko ist das Nebenprojekt des Suicidal-Tendencies-Sängers Mike Muir. „Cyco Miko“ steht für „Psycho-Mike“ und ist Muirs Spitzname.

## Geschichte
Ausgangspunkt für Cyco Miko war die Auflösung von Suicidal Tendencies 1995 und die postwendende anderweitige Beschäftigung der einzelnen Mitglieder. Für die Verwirklichung von eigenen vom Suicidal-Tendencies-Konzept abweichenden Ideen war wegen des Ausgelastetseins der Mitglieder keine Zeit gewesen, deshalb hatte man sich zu diesem Schritt durchgerungen und war schnell in neue Aufgaben eingebunden. Letztendlich währte die Trennung nicht lange, denn 1997 fand die Band wieder zusammen.
Ursprünglich wollte Muir für das Albumdebüt die Infectious-Grooves-Musiker ins Studio mitnehmen. Infectious Grooves war schon seit 1991 ein Nebenprojekt von Suicidal Tendencies gewesen. Da er aber eine Absage von Bassist Robert Trujillo erhielt, ließ er den Plan fallen und suchte sich neue Leute. Ihm kam der Gitarrist Adam Siegel in den Sinn, der früher bereits für Infectious Grooves tätig gewesen war. Dieser spielte seit seiner Jugendzeit mit Greg Saenz zusammen, den Siegel nun als Schlagzeuger einbrachte. In der letzten gemeinsamen Band namens My Head waren sie vom Bassisten Dave Silva unterstützt worden, der praktischerweise auch gleich dazukam. Ein weiterer Bekannter von Muir, der Gitarrist Dave Kushner, wurde noch eingeladen und innerhalb von 48 Stunden hatte sich die neue Band 16 Muir-Kompositionen angeeignet. Bis zum Aufnahmetermin erhöhte sich das Repertoire auf 22 Stücke, von denen es letztlich die Hälfte auf das Album Lost My Brain! (Once Again) schaffte. Bei sieben Titeln ist außerdem der Ex-Sex-Pistols-Gitarrist Steve Jones zu hören, der nachträglich um Mitwirkung gebeten worden war. Als Trujillo das Album zum ersten Mal anhörte, soll er zu Muir gesagt haben, dass er sein Fehlen bedauere. Dafür vereinbarten sie, eine gemeinsame Infectious-Grooves/Cyco-Miko-Welttournee durchzuführen, wobei beide Gruppen in derselben Besetzung auftreten sollten. Die Auftrittsabfolge richtete sich dann danach, ob Lost My Brain im betreffenden Land schon erschienen war oder nicht. In Deutschland erschien das Werk am 21. September 1995, dennoch trat Cyco Miko im November vor Infectious Grooves auf. Die Musiker trugen jeweils T-Shirts mit dem gerade zutreffenden Bandnamen.
Nach der Reunion von Suicidal Tendencies gab es lange Zeit keine Gelegenheit für ein zweites Album. Es kamen lediglich begrifflich schwer voneinander abgrenzbare Kompilationen oder Split-Alben heraus. Erst 2011 erschien das reguläre zweite Album The Mad Mad Muir Musical Tour (Part One). An einigen dieser Veröffentlichungen (und somit auch bei Cyco-Miko-Songs) war der Gitarrist Dean Pleasants beteiligt.

## Stil
Während bei Discogs die Stilbezeichnungen von Album zu Album variieren (sicher auch wegen der Beteiligung verschiedener Bandprojekte auf einigen Alben) und dabei Funk Metal, Heavy Metal, Speed Metal, Hardcore und Punk angeführt werden, fasst Allmusic dies als „Punk-Funk-Metal-Gemisch“ zusammen. „Punk-Funk-Metal“ lautete auch die Formel im Metal Hammer. Die angedeutete Kombination fällt gemeinhin unter die Bezeichnung „Crossover“.
Das Ox-Fanzine meinte: „Punkrock, und Melodien gibt's auch. Zwar nicht zuckrig-süß, sondern eher herb, aber das stört nicht weiter.“ Was Muir jedoch stört, ist die Bezeichnung „Punkrock“. Diese treffe auf Green Day zu und alles, was genauso bezeichnet werde, würde mit Green Day gleichgesetzt und als Modeerscheinung angesehen werden. In Muirs Sinne äußerte sich Metal-Hammer-Redakteur Henning Richter in seiner Rezension des Debütalbums. Der gebotene Punkstil orientiere sich am ungeschliffenen englischen Ursprungsstil, nicht am massenkompatiblen Gegenwartspunkstil à la Green Day und The Offspring. Der Gesang variiere zwischen „geradlinig“ und „durchgeknallt“. Das Adjektiv „geradlinig“ gebrauchte auch die MusikWoche, die sich „verblüfft“ zeigte über die „geradlinige Mischung aus harten Gitarren-Riffs, pochenden Rhythmen und dem unverwechselbaren Gesang von Mike Muir“.
Im Horror Infernal bewertete Christian Prenger den Stil als „wesentlich punkiger“ im Vergleich zu Suicidal Tendencies. Kraftvoll und schnörkellos gehe Cyco Miko zu Werke. Leider mangele es angesichts „einfach gestrickte[r] Songs“ etwas an Abwechslung, fand er. Keine Stilbeschreibung nahm „(ram)“ im Musikexpress vor und berichtete nur, die Live-Performance sei „bretthart und seelenlos“ gewesen.

## Diskografie
- 1995: Lost My Brain! (Once Again) (Album, Epic)
- 1997: Suicidal Friends & Family (Kompilation von Liedern verschiedener Bands mit Muirs Beteiligung, Suicidal Records)
- 1999: Schizophrenic Born Again Problem Child (Kompilation von Liedern verschiedener Bands mit Muirs Beteiligung, Suicidal Records)
- 2008: Year of the Cycos (Kompilation von Liedern verschiedener Bands mit Muirs Beteiligung, Suicidal Records)
- 2010: Funk It Up & Punk It Up: Live in France '95 (Split-Live-Album mit Infectious Grooves, Suicidal Records)
- 2011: The Mad Mad Muir Musical Tour (Part One) (Album, Suicidal Records)